# Universitatea Harvard

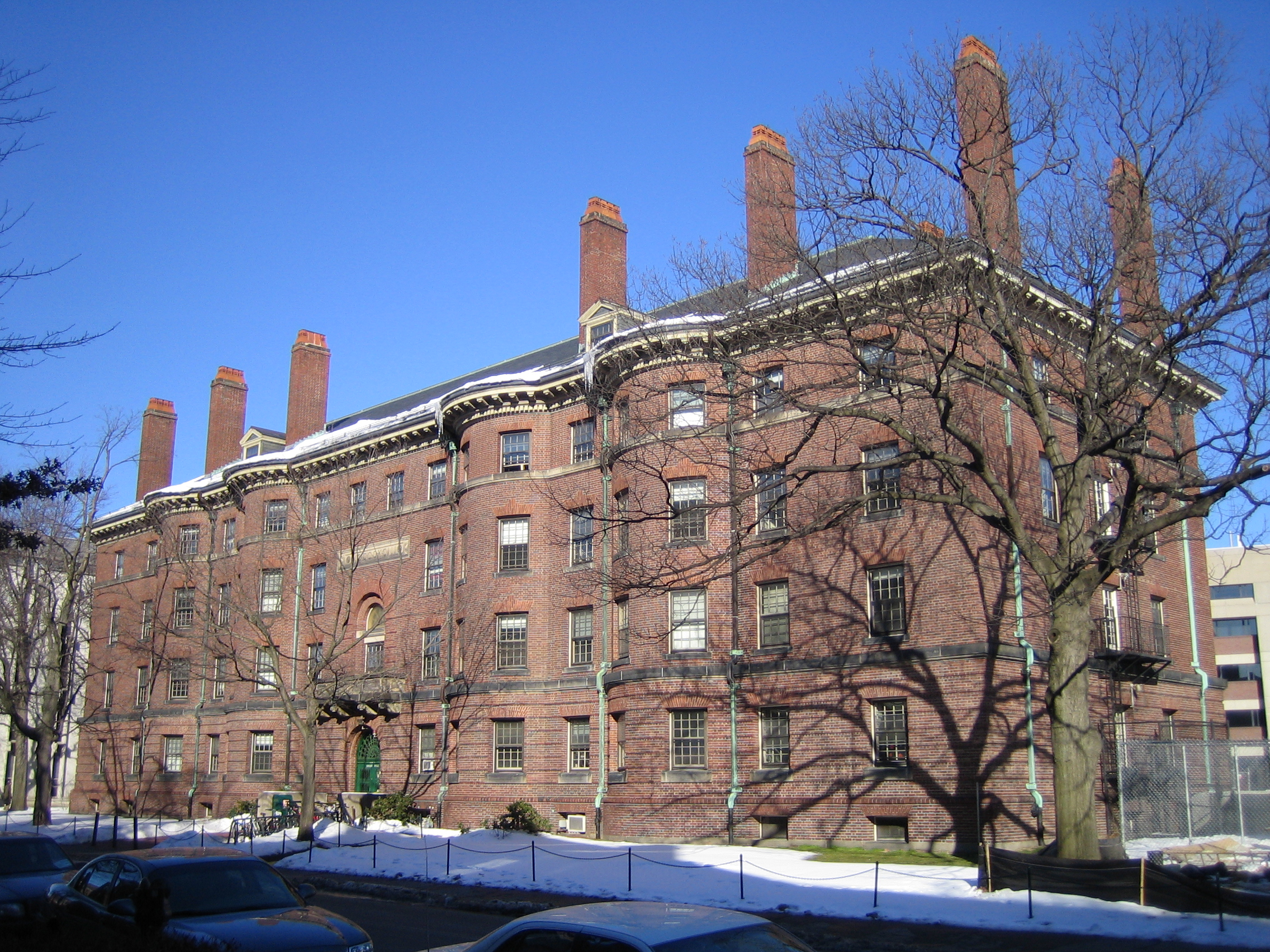
Universitatea Harvard: Conant Hall

Universitatea Harvard (în engleză Harvard University) este o universitate privată de cercetare situată în orașul Cambridge din Statele Unite ale Americii. Fondată la 28 octombrie 1636 și numită după primul său donator, clericul puritan John Harvard, este cea mai veche instituție de învățământ superior din Statele Unite. Influența, averea și clasamentele sale au transformat-o în una dintre cele mai prestigioase universități din lume.
Universitatea Harvard este organizată în mai multe școli academice autonome, fiecare axată pe un domeniu distinct de studiu și cercetare. Deși majoritatea oferă programe de masterat și doctorat, doar Colegiul Harvard este responsabil pentru programele de licență tradiționale.
| Nume                                               | Anul fondării | Domeniu                                                                                  | Diplomă                     |
| -------------------------------------------------- | ------------- | ---------------------------------------------------------------------------------------- | --------------------------- |
| Harvard College                                    | 1636          | Studii universitare generale                                                             | Licență                     |
| Harvard Medical School                             | 1782          | Medicină, sănătate                                                                       | Masterat Doctorat           |
| Harvard Divinity School                            | 1816          | Teologie, religie                                                                        | Masterat Doctorat           |
| Harvard Law School                                 | 1817          | Drept                                                                                    | Masterat Doctorat           |
| Harvard School of Dental Medicine                  | 1867          | Stomatologie                                                                             | Masterat Doctorat           |
| Harvard Summer School                              | 1871          | Școală de vară, cursuri interdisciplinare                                                | Certificat Credite          |
| Harvard Graduate School of Arts and Sciences       | 1872          | Științe umaniste, sociale, naturale, matematice                                          | Masterat Doctorat           |
| Harvard Business School                            | 1908          | Administrarea afacerilor, antreprenoriat, management                                     | Masterat Doctorat           |
| Harvard Extension School                           | 1910          | Educație continuă                                                                        | Licență Masterat Certificat |
| Harvard Graduate School of Design                  | 1914          | Arhitectură, arhitectură peisagistică, urbanism, imobiliare                              | Masterat Doctorat           |
| Harvard Graduate School of Education               | 1920          | Educație                                                                                 | Masterat Doctorat           |
| Harvard School of Public Health                    | 1922          | Sănătate publică, epidemiologie, biostatistică                                           | Masterat Doctorat           |
| Harvard Kennedy School                             | 1936          | Politică publică, administrație publică, dezvoltare internațională, economie, leadership | Masterat Doctorat           |
| Harvard Radcliffe Institute                        | 1999          | Cercetare interdisciplinară                                                              | -                           |
| Harvard School of Engineering and Applied Sciences | 2007          | Inginerie,informatică, științe aplicate                                                  | Licență Masterat Doctorat   |

## Harvard Business School
Harvard Business School (HBS), fondată în anul 1908, este dedicată formării liderilor în domeniul afacerilor. A fost una dintre primele școli de afaceri din lume care a oferit gradul de Master of Business Administration (MBA). Campusul se află în Boston.
HBS este structurată în 10 unități academice:
- Contabilitate și Management (gestiune)
- Afaceri, Guvern și Economie Internațională
- Management Antreprenorial
- Finanțe
- Management General
- Marketing
- Negociere, Organizații și Piețe
- Comportamentul Organizațional
- Strategie
- Managementul Tehnologiei și Operațiunilor

HBS a pionierat dezvoltarea metodei studiilor de caz, inspirându-se inițial de la Harvard Law School. Cazurile sunt, de obicei, descrieri ale evenimentelor reale în organizații, iar profesorii primesc redevențe pentru vânzările lor. Studenții sunt poziționați ca manageri și li se prezintă probleme pe care trebuie să le analizeze și să ofere recomandări.

### Harvard Business Review
Harvard Business Review este o publicație de renume internațional fondată în 1922. Aceasta este dedicată analizelor aplicate, ideilor inovatoare și cercetărilor de frontieră din domeniul managementului, leadershipului, strategiei, inovației și eticii în afaceri. Articolele sunt scrise atât de profesori de la Harvard, cât și de lideri din mediul de afaceri global.

## Harvard Kennedy School
Harvard Kennedy School (HKS) a fost fondată în anul 1936 dedicată formării liderilor și profesioniștilor în domeniul politicilor publice, administrației publice și dezvoltării internaționale. Școala îmbină rigurozitatea academică cu aplicabilitatea practică.
Modelul educațional al HKS se concentrează pe:
- Analiza și formularea politicilor publice, folosind metode cantitative, studii de caz și scenarii de criză;
- Leadership adaptiv și etic în administrație și guvernare;
- Inovare instituțională și implementarea bunelor practici în serviciul public.

## Harvard Graduate School of Education
Harvard Graduate School of Education (HGSE), fondată în anul 1920, este dedicată formării cadrelor didactice, liderilor educaționali și cercetătorilor în domeniul educației. Școala dezvoltă metode inovatoare de îmbunătățire a procesului educațional și promovare a echității în învățământ.
Modelul educațional al HGSE se concentrează pe:
- Curriculum centrat pe elev, cu accent pe dezvoltarea gândirii critice și a competențelor contemporane;
- Proiecte de cercetare aplicată care vizează optimizarea metodelor de predare și învățare;
- Formarea liderilor educaționali capabili să implementeze schimbări pozitive în sistemele de învățământ.

## Filme
- Love Story (1970) cu Ryan O'Neal și Ali MacGraw
- Blonda de la drept (2001), cu Reese Witherspoon
- The Social Network (2010), despre înființarea Facebook

## Galerie

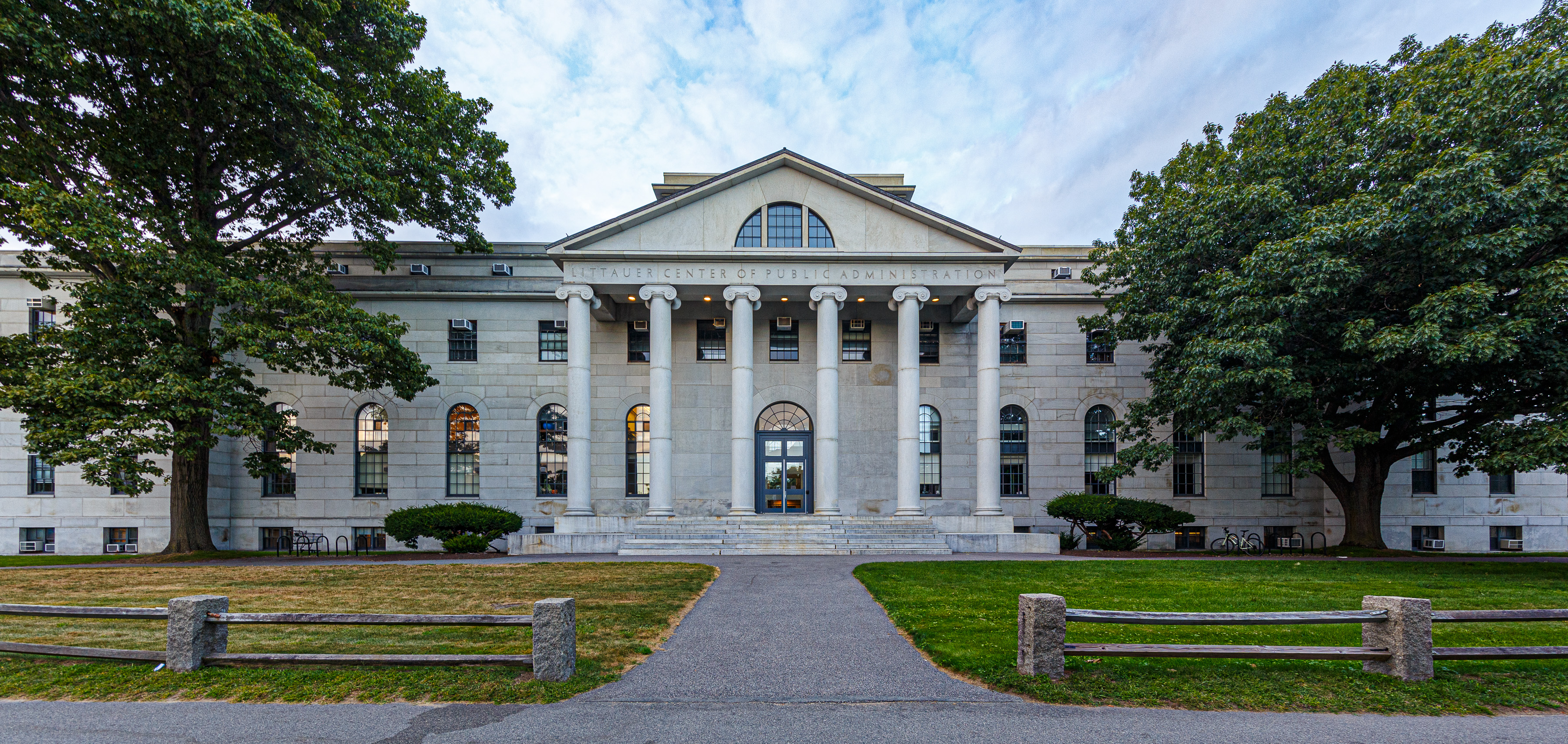
Centrul Littauer, casa originală a Harvard Kennedy School din 1936 până în 1978
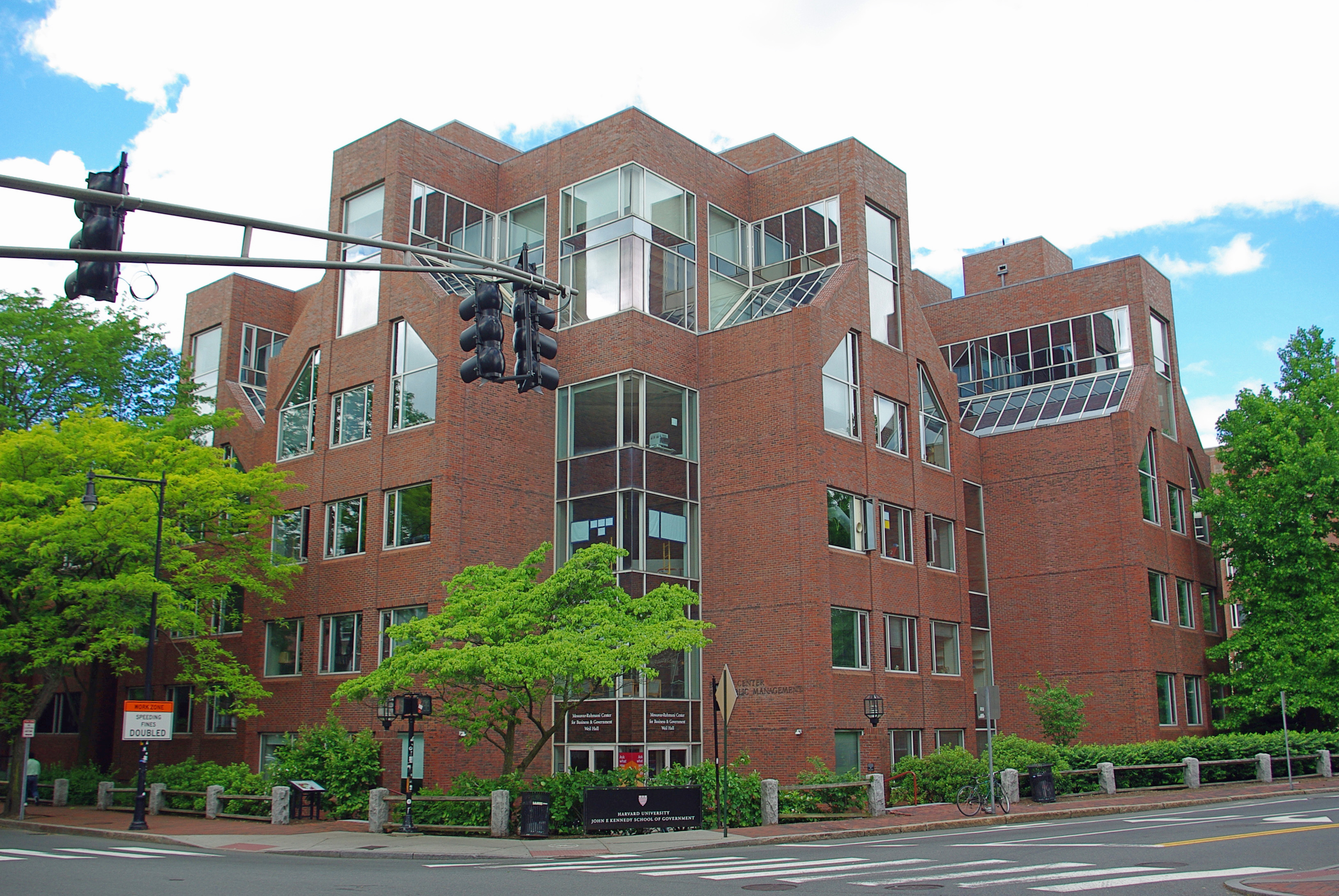
Centrul Belfer
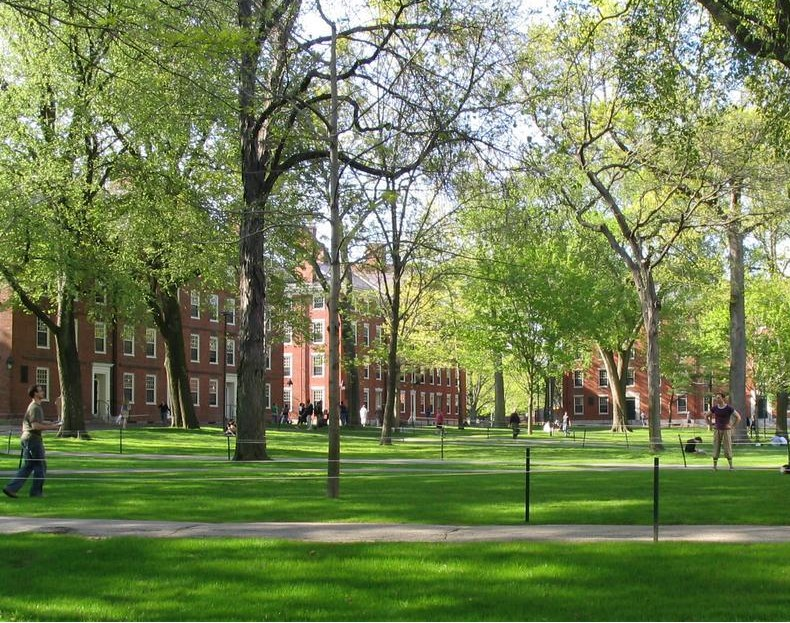
Grădina Harvard în 2009